# Método de proyectos
El método de proyectos es una metodología educativa en la que se parte del interés del alumnado para abordar cuestiones que estos se plantean y que surgen fundamentalmente de la vida cotidiana. Está fundamentado en la idea de que el conocimiento se construye de manera social y, por tanto, se encuadra epistemológicamente en las teorías socioconstructivista del aprendizaje. Aun cuando se sigue utilizando la expresión de método de proyectos tal y como la definió William Heard Kilpatrick, en la actualidad, se encuadra dentro de lo que se ha venido en llamar aprendizaje basado en proyectos (PBL). Estaría dentro, por lo tanto, de las metodologías activas, junto con el aprendizaje basado en problemas, el método del caso, etc.

## Antecedentes
Bajo el patrocinio del papa Gregorio XIII, se funda en Roma en 1577, una escuela de arte llamada Accademia di San Luca con la intención de hacer posible el deseo de los arquitectos de ser reconocidos como profesionales en lugar de meros artesanos. En esta escuela se enseña a los futuros arquitectos a través de "problemas desafiantes" que se deben plasmar en maquetas de modelos a escala. Esta idea se consolida en el final del siglo XVIII en la formación de ingenieros europeos de Francia, Alemania o Suiza, por ejemplo, y saltando a América en 1864 en donde comienza a utilizarse en el M.I.T. (Massachusetts Institute of Technology) en Boston. No es hasta 1918 que se le da una fundamentación teórica clara de la mano de William H. Kilpatrick, a partir del pensamiento de su profesor John Dewey.

## Características del método de proyectos
- Se centra en una pregunta o tarea abiertas.
- Favorece una aplicación auténtica de los contenidos o habilidades.
- Se construyen competencias propias del siglo XXI.
- Enfatiza la independencia de los estudiantes y su indagación.
- Tiene más duración y es más polifacético que las lecciones o las tareas tradicionales. Puede ser de gran duración (semanas o meses)
- A menudo abarca varios temas.
- Incluye la creación de un producto o presentación.
- Puede seguir un guion pero, a menudo utiliza la realidad, tareas e intervenciones totalmente auténticas.
- El profesorado no facilita ningún tipo de contenido al principio del proceso para que los/as estudiantes puedan realizar el proyecto.

## Fases del método de proyectos
Ya Kilpatrick distinguía varias modalidades de proyectos que requerían distintas fases de realización. En la actualidad es muy diversa la manera en la que estos se llevan a cabo:
1. Al final de la investigación, los grupos muestran a la asamblea de la clase cuáles son los resultados de la investigación. Normalmente, este resultado es un producto concreto, a menudo algo tangible. Durante la elaboración de este producto, se producen   los aprendizajes de los estudiantes. En la mayor parte de los proyectos se procede a hacer, al finalizar esta fase, un mapa conceptual de lo investigado. En algunos casos se procede a hacer una presentación pública del proyecto a la comunidad educativa o a agentes sociales implicados en la problemática.
2. Toda la clase se reúne para poner en común lo aprendido y para volver a plantearse qué saben ahora de la cuestión y qué necesitan saber ahora. Un proceso iterativo[4]  que convierte al proyecto en una especie de espiral de aprendizaje que puede no tener fin, ya que, a lo largo de la investigación, suelen surgir nuevas cuestiones y, por tanto, el inicio de un nuevo proyecto.